# 黄腺香青
黄腺香青（学名：Anaphalis aureopunctata）为菊科香青属的植物，为中国的特有植物。分布在中国北部、西部、西南等地，生长于海拔1,700米至3,600米的地区，多生长在陕西、四川、湖南、甘肃、湖北、山西、青海、河南、广西、广东以及云南。

## 变型
原变种有两种变型：其一为不正常的变型，倒锥形的总苞，多生长在湖北西部；其二黄腺香青脱毛变型，叶下面生长有薄棉/蛛丝状毛、或脱毛，生长于四川、湖北海拔1200-1800米的地方。

## 异名
- Anaphalis aureopunctata Lingelsh. et Borza f. calvescens (Pamp.) Chen
- Anaphalis aureopunctata Lingelsh. et Borza var. atrata (Hand.-Mazz.) Hand.-Mazz.
- Anaphalis aureopunctata Lingelsh. et Borza var. plantaginifolia Chen
- Anaphalis aureopunctata Lingelsh. et Borza var. tomentosa Hand.-Mazz.